# Lorenzteich
Der Lorenzteich ist ein See bei Niederwürschnitz im Erzgebirgskreis in Sachsen.
Er befindet sich am südlichen Stadtrand von Lugau und ist 3,80 ha groß. Das Gewässer enthält zahlreiche Fischarten und wird überwiegend zum Angeln benutzt. Am Nordwestufer steht die Römisch-Katholische Herz-Jesu-Kapelle .